# Tununak
Tununak és una concentració de població designada pel cens dels Estats Units a l'estat d'Alaska. Segons el cens del 2000 tenia 325 habitants.

## Demografia
Segons el cens del 2000, Tununak tenia 325 habitants, 82 habitatges, i 59 famílies La densitat de població era de 2,1 habitants/km².
Dels 82 habitatges en un 47,6% hi vivien nens de menys de 18 anys, en un 50% hi vivien parelles casades, en un 7,3% dones solteres, i en un 28% no eren unitats familiars. En el 23,2% dels habitatges hi vivien persones soles l'1,2% de les quals corresponia a persones de 65 anys o més que vivien soles. El nombre mitjà de persones vivint en cada habitatge era de 3,96 i el nombre mitjà de persones que vivien en cada família era de 5.
Per edats la població es repartia de la següent manera: un 42,5% tenia menys de 18 anys, un 10,8% entre 18 i 24, un 26,8% entre 25 i 44, un 12,9% de 45 a 60 i un 7,1% 65 anys o més.
L'edat mediana era de 23 anys. Per cada 100 dones de 18 o més anys hi havia 159,7 homes.
La renda mediana per habitatge era de 25.000 $ i la renda mediana per família de 26.500 $. Els homes tenien una renda mediana de 18.125 $ mentre que les dones 0 $. La renda per capita de la població era de 7.653 $. Aproximadament el 29,6% de les famílies i el 30,8% de la població estaven per davall del llindar de pobresa.

## Poblacions més properes
El següent diagrama mostra les poblacions més properes.